# Revival (álbum de John Fogerty)
Revival es el séptimo álbum de estudio del músico estadounidense John Fogerty, publicado por la compañía discográfica Fantasy Records en octubre de 2007. El álbum, el primero de estudio desde Deja Vu All Over Again, fue publicado tras su regreso a Fantasy y el lanzamiento del recopilatorio The Long Road Home.
La portada de Revival emula el diseño de The Blue Ridge Rangers, el primer álbum en solitario de Fogerty tras la separación de Creedence Clearwater Revival. El álbum incluyó dos canciones protesta: «Long Dark Night» y «I Can't Take It No More», en contra de la política exterior de George W. Bush en relación con la guerra de Irak. El álbum también contiene referencias a uno de los éxitos de la CCR al definir a Bush como un «fortunate son». Otra canción, «Summer of Love», es un tributo a Cream y Jimi Hendrix, con una cita de «Sunshine of Your Love».
Revival debutó en el puesto catorce de la lista Billboard 200 con 65 000 copias vendidas en su primera semana. Fue también nominado al Premio Grammy en la categoría de mejor álbum de rock, aunque perdió en favor del álbum de Foo Fighters Echoes, Silence, Patience & Grace. Además, la revista Rolling Stone lo eligió como el 11º mejor álbum de 2007, mientras que «Gunslighter» fue elegida la 12º mejor canción de 2007 por la misma publicación.

## Lista de canciones
Todas las canciones escritas y compuestas por John Fogerty. 
| N.º | Título                       | Duración |  |
| 1.  | «Don't You Wish It Was True» | 4:11     |  |
| 2.  | «Gunslinger»                 | 3:31     |  |
| 3.  | «Creedence Song»             | 3:49     |  |
| 4.  | «Broken Down Cowboy»         | 3:51     |  |
| 5.  | «River Is Waiting»           | 3:22     |  |
| 6.  | «Long Dark Night»            | 3:07     |  |
| 7.  | «Summer of Love»             | 3:19     |  |
| 8.  | «Natural Thing»              | 4:00     |  |
| 9.  | «It Ain't Right»             | 1:49     |  |
| 10. | «I Can't Take It No More»    | 1:39     |  |
| 11. | «Somebody Help Me»           | 4:27     |  |
| 12. | «Longshot»                   | 3:38     |  |

## Personal
- John Fogerty: voz y guitarra
- Hunter Perrin: guitarra
- David Santos: bajo
- Kenny Aronoff: batería y percusión
- Benmont Tench: órgano Hammond, órgano y piano eléctrico
- Julia Waters, Maxine Waters, Oren Waters: coros (en "Don't You Wish It Was True", "River Is Waiting" y "Longshot")

## Posición en listas
| País              | Lista                 | Posición |
| ----------------- | --------------------- | -------- |
| Alemania          | Media Control Charts  | 24       |
| Australia         | ARIA Albums Chart     | 33       |
| Austria           | Alben Top 75          | 39       |
| Bélgica (Flandes) | Ultratop 200 Albums   | 31       |
| Bélgica (Valonia) | Ultratop 200 Albums   | 60       |
| Canadá            | Canadian Albums Chart | 17       |
| Estados Unidos    | Billboard 200         | 14       |
| Finlandia         | Finnish Albums Chart  | 17       |
| Noruega           | VG-lista              | 6        |
| Países Bajos      | Mega Albums Top 100   | 22       |
| Suecia            | Albums Top 60         | 5        |
| Suiza             | Swiss Top Albums 100  | 45       |